# Junia Tercia

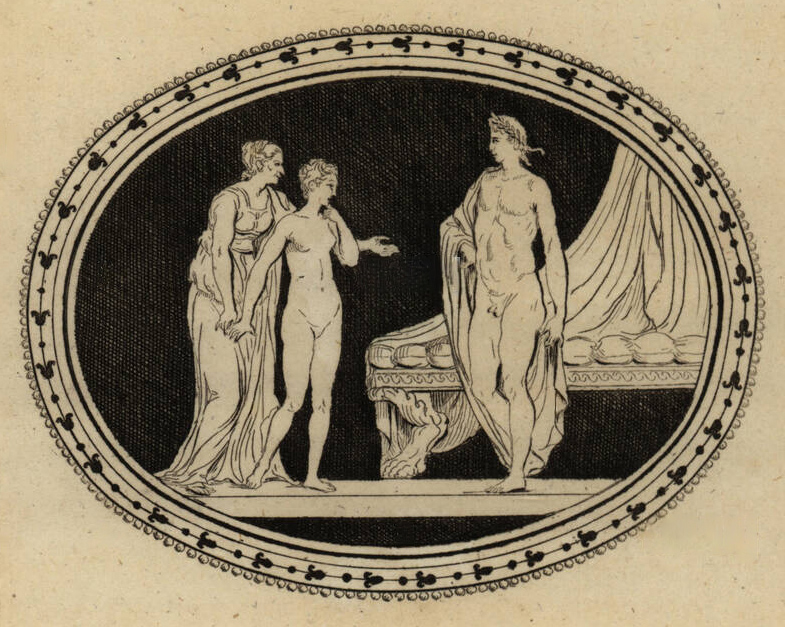
Junia Tercia siendo presentada por su madre a Julio César, grabado sobre cobre de Vie Privee des Douze Cesars, 1780.

Junia Tercia (en latín, Iunia Tertia; 62 a 60 a. C.-22 d. C.) fue una dama romana que vivió entre los siglos I a. C. y I d. C., perteneciente a la gens Junia.

## Familia
Tercia fue la tercera hija de Servilia y su segundo esposo Décimo Junio Silano, media hermana de Bruto y esposa de Casio, el tiranicida.

## Vida
Se rumoreó que era hija de Julio César, amante de su madre al momento de su nacimiento, y que más tarde Servilia se la ofreció a César cuando el interés hacia ella comenzó a decaer. Tal vez el primero fuera cierto, pero no ambos a la vez: ni sus peores enemigos lo acusaron jamás de incesto. Este segundo rumor surgió probablemente de una observación maliciosa de Cicerón que dijo que durante una subasta donde César vendió mercancías a Servilia a precios reducidos «pues se le había deducido la tercera parte», aludiendo así al nombre de Tercia.
Casada con Casio en 45 a. C., al igual que su madre se le permitió sobrevivir sin ser molestada por los triunviros o Augusto. Vivió hasta avanzada edad, muriendo sesenta y cuatro años después de la batalla de Filipos. Permaneció viuda en su gran villa en el campo y dejó su fortuna a muchos ciudadanos romanos prominentes, excepto al emperador, lo que recibió críticas. Tiberio perdonó la omisión y le permitió un gran funeral público, aunque prohibió que las máscaras de Bruto y Casio figuraran en la procesión.